# Dějiny Ruska

Znak Moskevského velkoknížectví

Znak Ruského carství

Státní znak Ruského impéria

Státní znak Ruské federace

Dějiny Ruska jako státu začínají ve 13. století vydělením moskevského knížectví z knížectví vladimirsko-suzdalského, jednoho z dědiců Kyjevské Rusi zaniklé po vpádu Mongolů. Ruské carství vzniklo roku 1547, kdy si moskevský velkokníže Ivan IV. Hrozný začal dědičně nárokovat titul car vší Rusi. V roce 1721 za Petra Velikého se Rusko stalo Ruským impériem. Během své historie až do počátku 20. století se Rusko díky výbojům rozrostlo z malého knížectví na mnohonárodnostní imperiální velmoc, rozlohou největší stát světa. Impérium se rozpadlo v důsledku revoluce roku 1917 a navazujících událostí, jeho dědicem se stala Ruská sovětská republika. Ta byla v letech 1922–1991 nejdůležitější svazovou republikou Sovětského svazu (SSSR), který obnovoval ruskou říši pod ideologií marxismu-leninismu. Po vítězství ve druhé světové válce a rozšíření sféry vlivu se Sovětský svaz proměnil v supervelmoc. V důsledku vnitřního vývoje se roku 1991 Sovětský svaz rozpadl a největším nástupickým státem se stala Ruská federace. Politika určující směřování Ruska od roku 2000 bývá označována jako putinismus podle předního politika a lídra Vladimira Putina.
První stát na území východních Slovanů byla Kyjevská Rus s hlavním městem Kyjevem a prvním knížetem Olegem. Za varjažského knížete Vladimira přijali vládci Rusi křesťanství. Kyjevská Rus se pak postupně rozpadla a na jejím místě se vytvořila menší ruská knížectví. Ta poté nedokázala obstát vůči náporu mongolských kmenů, které značnou část země obsadily, vyplenily a začaly vybírat od místních vládců poplatky.
Koncem 13. století době došlo k rozvoji Moskevského knížectví, jež postupně získávalo stále větší území a poté i nezávislost na mongolské Zlaté hordě. V 16. století se moskevští vládcové začali titulovat jako carové (císaři) v návaznosti na zaniklou Byzantskou říši. Za vlády Ivana IV. zvaného Hrozný došlo k razantní územní expanzi na sever a na východ, kde byl dobyt Kazaňský chanát. Do této doby také spadá státem organizovaný teror zvaný opričnina. Po smrti Ivana IV. a jeho pozdějšího nástupce Borise Godunova se Rusko dostává do krize, jež byla ukončena nástupem dynastie Romanovců. Jeden z nejvýznamnějších carů Petr I. Veliký dosáhl dalších územních zisků a provedl také rozsáhlé hospodářské a vojenské reformy. Další významnou panovnicí byla carevna Kateřina II. Veliká, za jejíž vlády došlo k dalšímu rozmachu ruské moci, a to zejména na úkor Polska, které roku 1795 úplně zaniklo a bylo rozděleno mezi Rusko, Prusko a Habsburskou monarchii. Po Velké francouzské revoluci a jako významná vojenská mocnost v době napoleonských válek prosazovalo Rusko svůj vliv v řadě zemí Evropy s cílem zamezit jakýmkoliv revolučním změnám. Po prohrané krymské válce mezi Ruskem na jedné straně a Velkou Británií, Francií, Sardinským královstvím a Osmanskou říší na straně druhé se rozhodl car Alexandr II. přistoupit na několik opatření, která měla za cíl reformovat ruský stát a společnost. Roku 1861 tak byl zrušen ruský systém nevolnictví, nicméně princip samoděržaví, tj. neomezené moci panovníka, zůstal zachován.
Po další prohrané válce, s Japonskem roku 1905, a také následkem Krvavé neděle přistoupil car Mikuláš II. k dalším reformám. V první světové válce se Rusko postavilo na stranu Francie, Velké Británie a Srbska proti Ústředním mocnostem (Německo, Rakousko-Uhersko a Osmanská říše).
Roku 1917 vypukla Únorová revoluce, která svrhla carský režim a nastolila demokratickou vládu. Ta však byla svržena během Říjnové revoluce téhož roku a v zemi byla nastolena komunistická vláda pod vedením Vladimira Iljiče Lenina. V občanské válce nakonec bolševici zvítězili a získali pod svou kontrolu značnou část původního carského impéria. Na tomto území se vytvořily komunistické státy, které byly sjednoceny do Svazu sovětských socialistických republik. V zemi zavládla levicová diktatura, přísná cenzura a státem organizovaný teror. Spolu s tím začalo znárodňování majetku a převádění většiny hospodářských zařízení pod kontrolu státu. Za vlády Leninova nástupce Josifa Vissarionoviče Stalina se v teroru nadále pokračovalo, navíc v zemi proběhl nucený přesun zemědělců do výrobních družstev (kolchozů a sovchozů). Tím jednak poklesla zemědělská produkce, jejíž značná část se kromě toho vyvážela, aby bylo z čeho financovat překotnou státem organizovanou industrializaci. V nastalém hladomoru zahynulo zejména v jižním Rusku a na Ukrajině asi 5-7 milionů lidí.
Během druhé světové války, jejíž východní frontu Rusové nazývají "Velká vlastenecká válka", utrpěl Sovětský svaz nezměrné ztráty na životech i na majetku. Vítězství v této válce však vedlo k tomu, že se Sovětský svaz stal supervelmocí kontrolující řadu států východní, jihovýchodní a střední Evropy. V nadcházejícím konfliktu se Spojenými státy, zvaném studená válka, se však na konci 80. let 20. století Sovětský svaz postupně ekonomicky zhroutil a rozpadl, přičemž vedle Ruské federace vzniklo 15 dalších národních států.
Prvním ruským prezidentem se stal Boris Jelcin, za jehož vlády Rusko přešlo od státem plánované ekonomiky k tržnímu systému. Po nástupu prezidenta Vladimira Putina došlo k ekonomické stabilizaci a v posledních letech Rusko posiluje svojí mezinárodní pozici. Jak na jeho vlastním území, tak mimo něj, došlo k řadě ozbrojených konfliktů s účastí ozbrojených sil Ruska – první a druhá čečenská válka, válka v Jižní Osetii, anexe Krymu, obsazení východní Ukrajiny, ruská intervence v Sýrii a invaze na Ukrajinu.

## Východní Slované a Kyjevská Rus

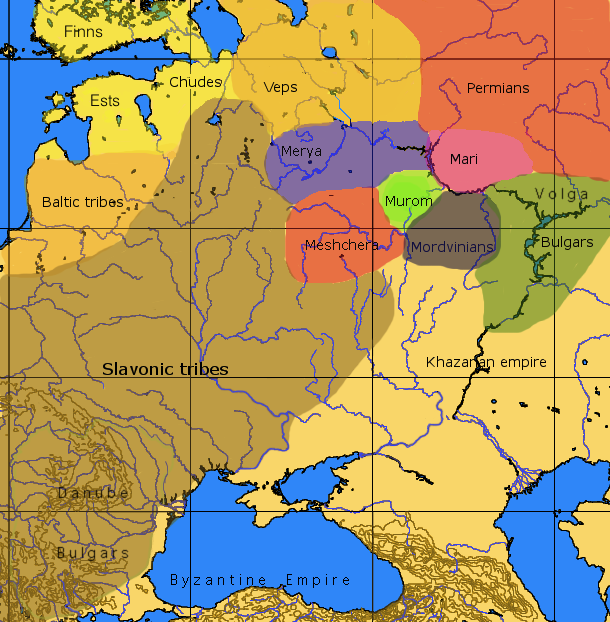
Mapa evropského Ruska v době příchodu Varjagů

Východní Slované sídlili v oblasti mezi řekami Vislou a Donem. První zprávy o nich pocházejí z 6. století. Přes jejich území vedlo mnoho obchodních cest do Byzantské říše, v jejichž blízkosti vznikala opevněná hradiště.  V roce 862 založil bájný varjažský bojovník Rurik obchodní sídliště Novgorod, který se stal historicky prvním hlavním městem. Údaje o Rurikovi pocházejí z jediného zdroje, nejstaršího ruského letopisu, známého pod názvem Pověst dávných let. Skandinávské prameny o něm mlčí.
Kníže Oleg, jenž byl skandinávského původu, pak roku 882 založil významné slovanské město Kyjev a dal tak vzniknout státnímu útvaru zvanému Kyjevská Rus. Rovněž zbavil oblast kolem Kyjeva poplatné povinnosti vůči Chazarům.[zdroj⁠?!] Kyjevská Rus navázala obchodní styky s mnohými evropskými státy, především však s Byzantskou říší. Odtud také kníže Vladimír I. přijal křesťanskou víru. Kyjevská Rus nadále prosperovala, avšak systém nástupnictví a státní správy umožnil regionálním vládcům získat větší moc na úkor kyjevských knížat. Obřady se konaly ve slovanském jazyce a psalo se cyrilicí, ze které se později vyvinula graždanka.

## Ruská knížectví
V druhé polovině 11. století proběhla v Rusi řada povstání, v jejichž důsledku došlo k vnitřním bojům a faktickému rodělení jednotného státu na jednotlivá ruská knížectví. Na počátku 13. století se ve střední Asii sjednotily mongolské kmeny do Mongolské říše a pod vedením Čingischána zahájily ničivou expanzi proti Číně a na západě přes Kyjevskou Rus do střední Evropy. V roce 1223 bylo ruské vojsko poraženo Mongoly v bitvě na řece Kalce. O 17 let později se Kyjevská Rus rozdělila na čtyři knížectví, když Čingischánův vnuk Batú dobyl Kyjev. V roce 1240 porazil na břehu řeky Něvy kníže Alexandr Jaroslavič (později zvaný Něvský) švédská vojska při jejich invazi do Rusi. V roce 1242 porazil v bitvě na Čudském jezeře Řád německých rytířů.

## Moskevské knížectví

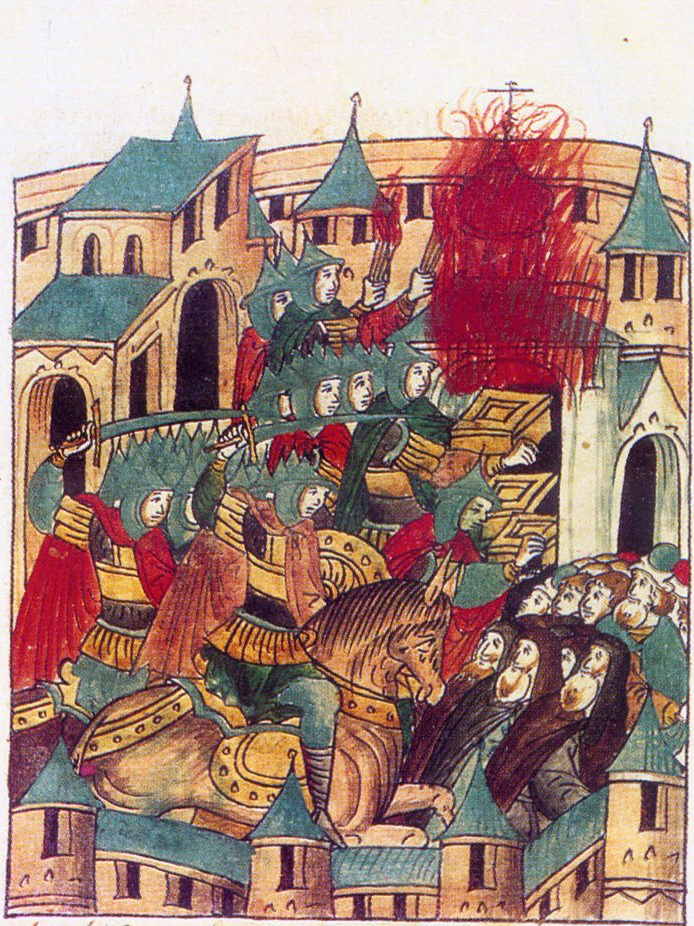
Plenění Suzdalu Bátúem v únoru 1238

Moskevské knížectví vzniklo jako podíl na dědictví vladimirského Alexandra Něvského († 1263), když si Moskvu zvolil sídlo jeho nejmladší syn Daniil. Nové knížectví rychle získávalo moc a Moskva se stala sídlem hlavy pravoslavné ruské církve, když vladimirský „metropolita Kyjeva a vší Rusi“ Petr Moskevský v roce 1325 přesídlil do Moskvy. Země však byla pod přímým vlivem Zlaté hordy, která vznikla jako důsledek tatarsko-mongolských výbojů. Ruská knížectví musela platit jejím vládcům daň a byla na nich i politicky závislá. Roku 1328 Daniilův mladší syn Ivan I. Kalita od nich získal titul velkokníže moskevský. Roku 1380 využil moskevský velkokníže Dimitrij Donský vnitřních problémů mezi Tatary a porazil Zlatou hordu v Kulikovské bitvě. O dva roky později však zahájili Tataři vítězné tažení proti Rusi a závislost na nich byla v ruských zemích znovu obnovena. Země byla dále roztříštěna a mezi jednotlivými knížectvími probíhaly rozbroje až do poloviny 15. století.

## Vzestup knížectví a vznik carského Ruska
Roku 1462 se stal moskevským knížetem Ivan III., který sjednotil roztříštěná ruská knížectví do jednotného státu. Roku 1480 vyhrál válku s Tatary a Rusko se tak dostalo definitivně z područí Zlaté hordy. Postupně získal přímo či vazalsky další území - Kazaň, Pokamí a Pouralí a pronikl až za hřbet Uralu a k dolnímu toku Obu. Provedl expanzi i do ruských knížectví, která se nacházela pod litevskou či polskou nadvládou. Vznikla tak monarchie, která se opírala o bývalá knížata, o bojary i vyšší třídu z měst. Její další rozvoj pokračoval za vlády Ivana IV., který přestal používat titulu velkoknížete moskevského a vší Rusi a začal užívat od roku 1547 titulu car. Ivan IV. zvaný Hrozný provedl reformy, které modernizovaly ruský stát. V letech 1552–1556 dobyl Kazaňský a Astrachaňský chanát, pokračoval v expanzi na Sibiř. Pokusil se získat přístup k Baltskému moři a vedl války s Livonskem, Litvou, Polskem a Švédskem. Svoji politiku, která měla znamenat omezení moci šlechty a zavedení samoděržaví, se mu však zcela prosadit nepodařilo.

## Nástup Romanovců

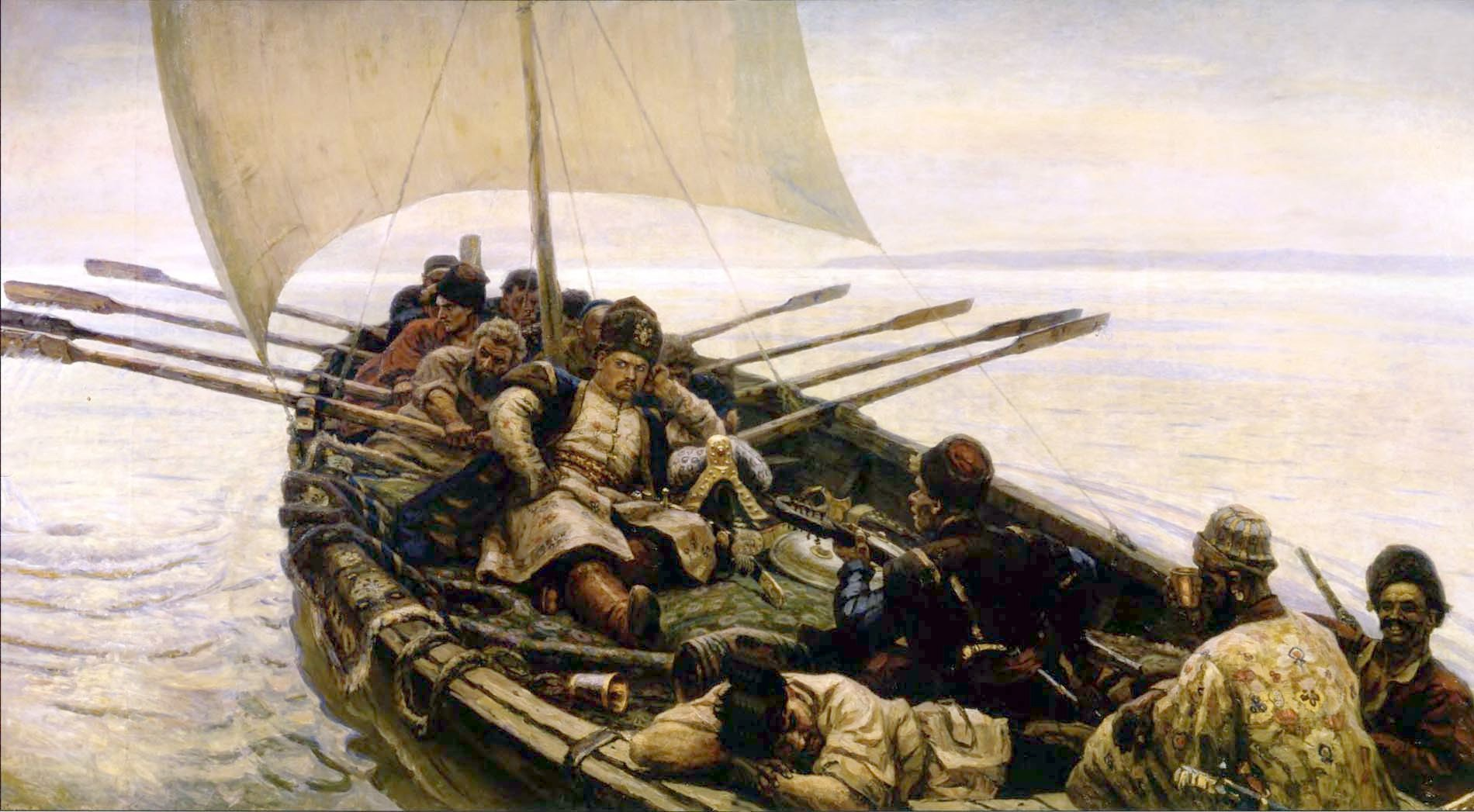
Stěnka Razin na Kaspickém moři

Po smrti Fjodora I. roku 1598 vymřela dynastie Rurikovců, čímž se Rusko dostalo do období rozporů a bojů o carskou korunu, nazývané také jako období smuty. Počátkem 17. století vládl Rusku Boris Fjodorovič Godunov, ovšem roku 1605 se objevil člověk, který se vydával za careviče Dimitrije, syna Ivana Hrozného, který byl již dříve zavražděn. Tento ve skutečnosti chudý šlechtic, který byl později nazván Lžidimitrij I., byl za účasti Republiky obou národů dosazen na carský trůn. V Rusku poté vypukly rozbroje a roku 1610 obsadila polská vojska Moskvu. Po vytvoření ruského lidového vojska však byla Moskva roku 1612 opět osvobozena. Roku 1613 byl do Moskvy svolán zemský sněm, který zvolil hlavou státu představitele starého moskevského bojarstva Michaila Fjodoroviče Romanova. Tomu se podařilo získat od Poláků smolenskou a od Švédů novgorodskou zemi, další území získal na jihovýchodě. Rusko pokračovalo v expanzi i v druhé polovině 17. století, kdy se mu díky povstání Bohdana Chmelnického podařilo získat levobřežní Ukrajinu, expandovalo dále na Sibiř, kterou postupně ovládlo. 17. století znamenalo pro Rusko také řadu povstání, z nichž snad nejznámější je selská vzpoura Stěpana Razina.

## Rozmach Ruska v 18. století

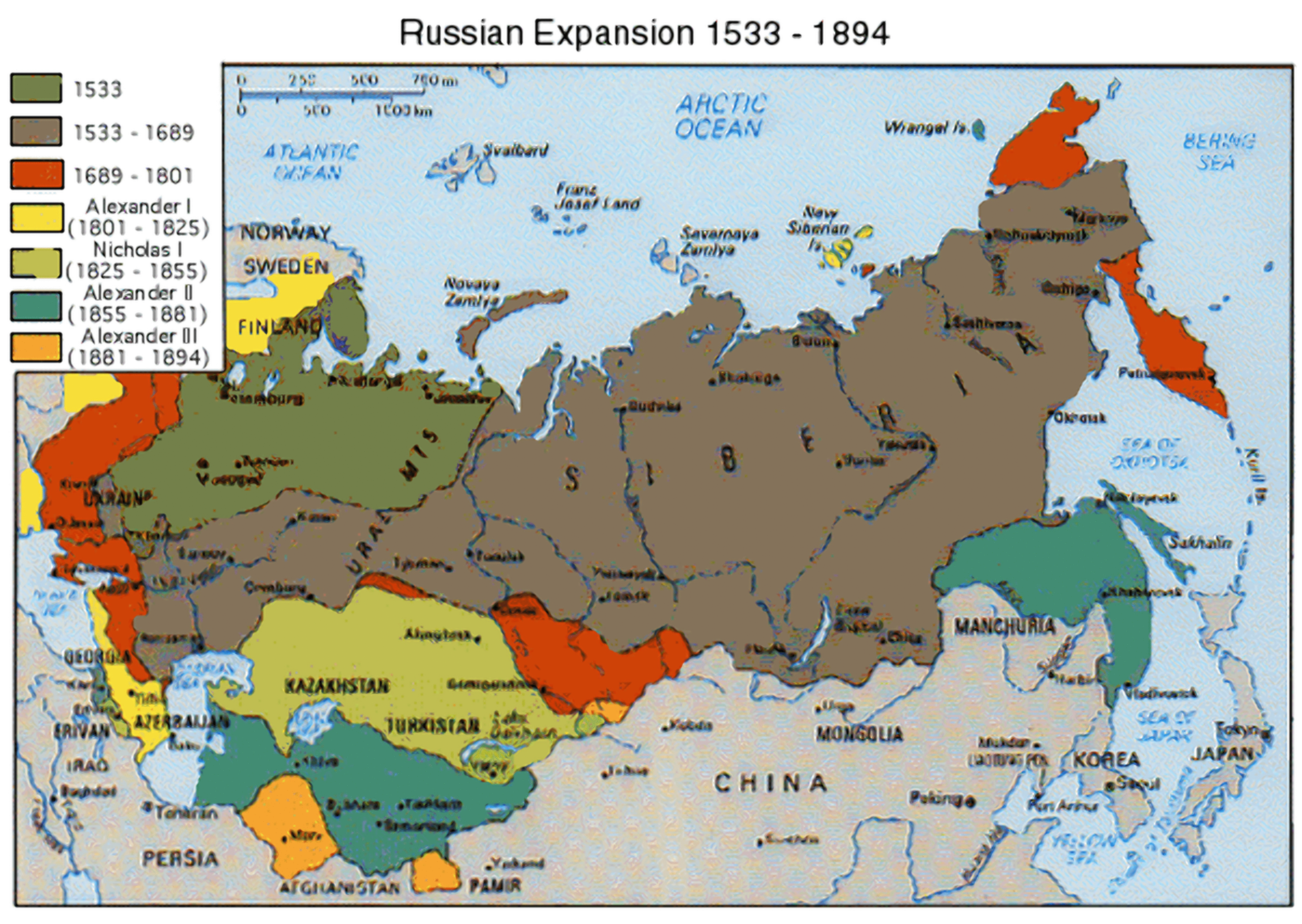
Expanze Ruska mezi lety 1533–1896

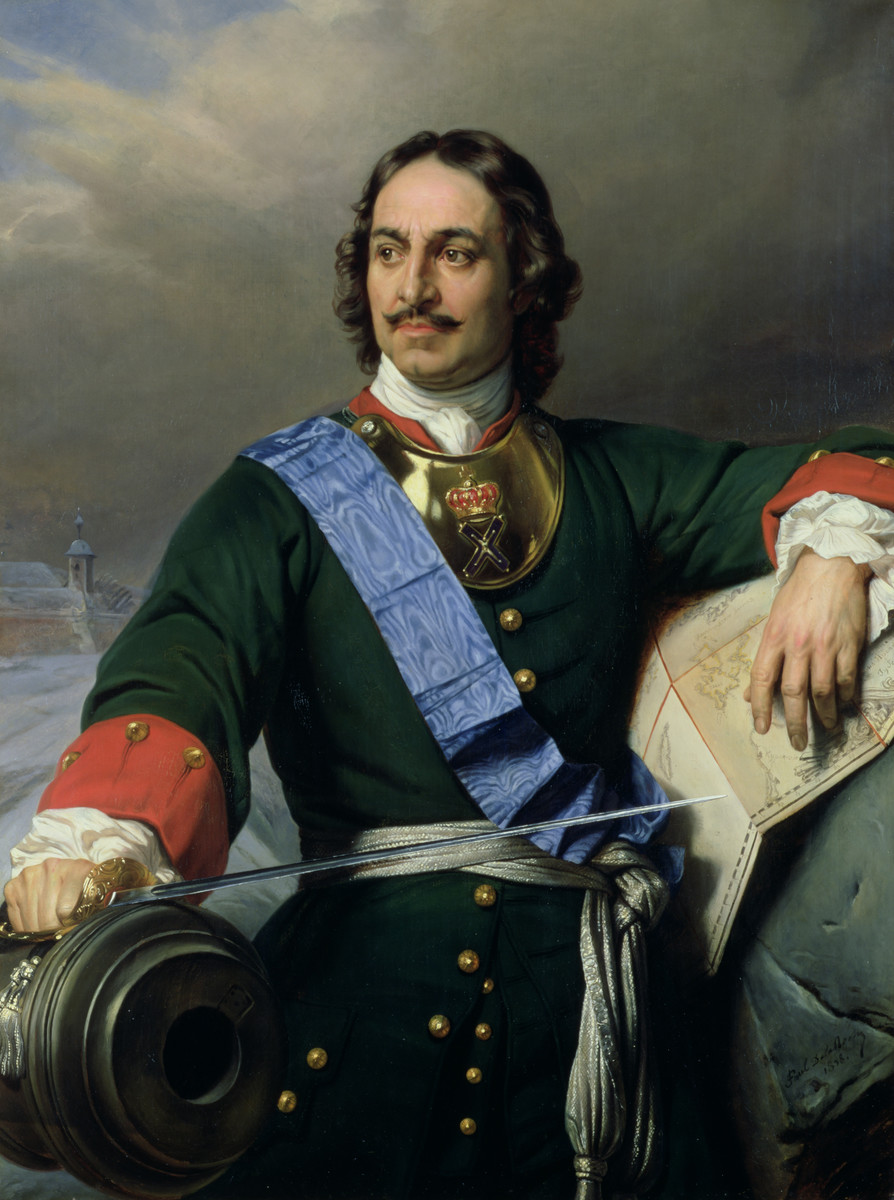
Petr Veliký

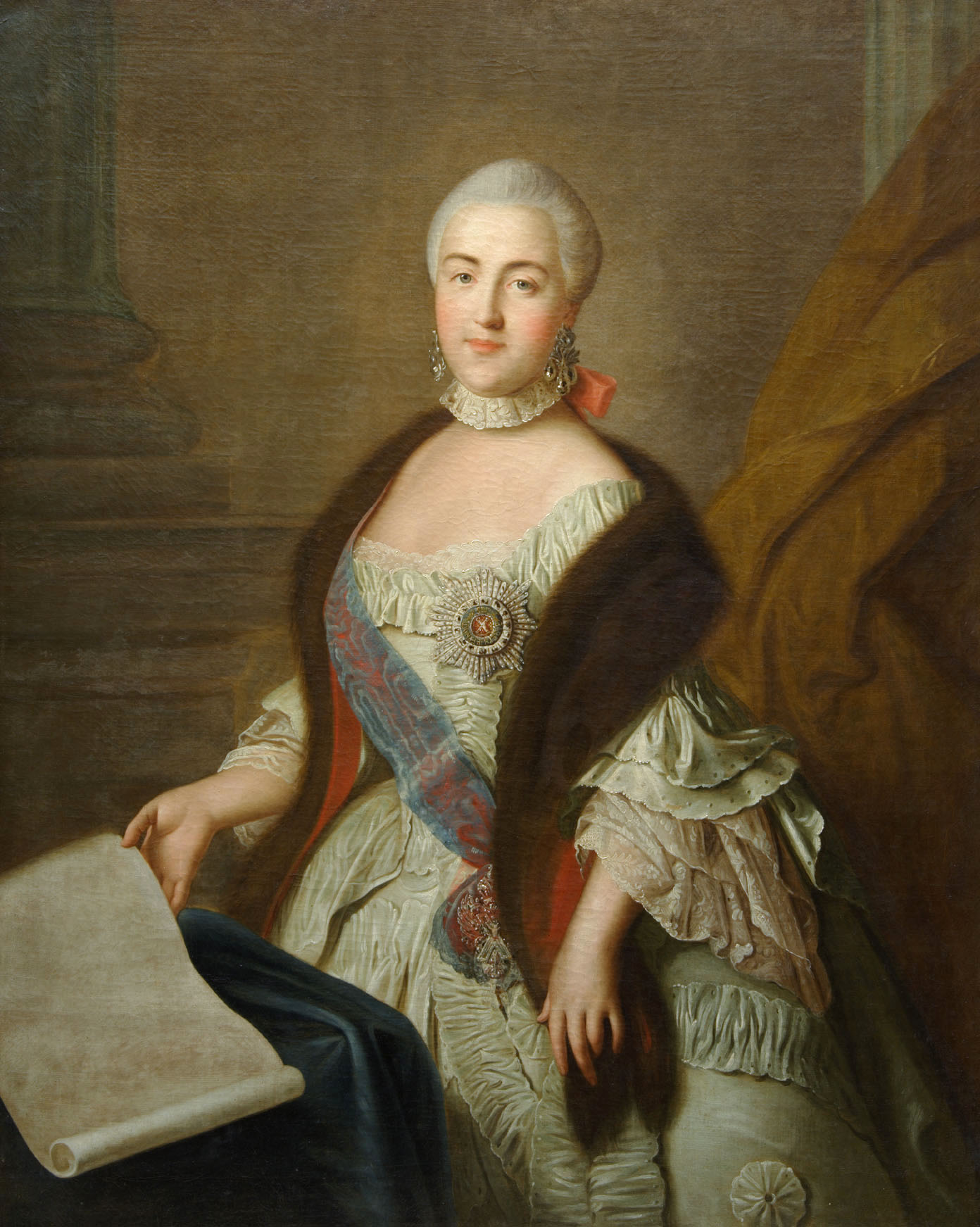
Ruská carevna Kateřina Veliká

Koncem 17. století se stal ruským carem Petr I. Veliký, který se pod cizím jménem Michajlov vydal roku 1697 s ruským „velikým poselstvem“ na cestu po Evropě. Seznámil se s technickým pokrokem, kontaktoval se s vojenskými a politickými osobnostmi, vědci, umělci, techniky, které pozval do Ruska, aby se podíleli na celkové modernizaci země. Po návratu do Ruska musel Petr potlačit povstání střelců. Roku 1700 podepsal po dlouholeté válce s Osmanskou říší mírovou smlouvu, díky níž Rusko získalo důležitý přístav Azov. Téhož roku začal válčit se Švédskem o Pobaltí, čímž začala severní válka trvající 21 let. Již roku 1702 získal Petr Veliký území v ústí Něvy, kde založil Petrohrad, který se stal roku 1712 ruským hlavním městem. Roku 1709 zvítězil nad švédským vojskem v bitvě u Poltavy, čímž se mu otevřela cesta k ovládnutí Pobaltí. Válka skončila Nystadským mírem, kdy Rusku připadlo Livonsko, Estonsko, Ingrie a část Karélie s Vyborgem a Rusko tak pevně zakotvilo na Baltu. Petr se též angažoval na Kavkaze, kde získal podporu knížectví, která byla pod vládou Turků. Dalšími významnými počiny Petra Velikého, které umožnily rozvoj Ruska, byly jeho sociální reformy, snaha o modernizaci země, zavádění manufaktur, rozvoj školství a vědy. Byla vytvořena silná armáda, vzniklo ruské loďstvo. Po smrti Petra Velikého sice nezaznamenalo Rusko žádné velké úspěchy, ač se účastnilo sedmé rakousko-turecké války, ale vše se změnilo nástupem Kateřiny II. Veliké. Tato žena Petra III. zavedla v Rusku tzv. osvícenský absolutismus.
Od roku 1768 válčilo Rusko s Osmanskou říší, která mu vyhlásila válku. Roku 1770 ruská armáda i černomořské loďstvo porazily Turky a vojska obsadila Krym, a o čtyři roky později skončila pátá rusko-turecká válka podepsáním mírové smlouvy, díky níž získalo Rusko některá turecká území v Evropě a ruské loďstvo právo svobodné plavby úžinami Bospor a Dardanely. Roku 1773 se prohlásil Jemeljan Ivanovič Pugačov za cara Petra III. a došlo k mohutnému povstání, které skončilo až v lednu 1775 Pugačovovou popravou. Roku 1780 byla z iniciativy Ruska vytvořena Liga neutrálních států. Liga požadovala proti zájmům Velké Británie právo na svobodnou plavbu na otevřeném moři. V letech 1787–1791 probíhala šestá rusko-turecká válka, po níž Rusko posunulo svoji jihozápadní hranici až k Dněstru a potvrdilo výsledky předchozí války. Rusko se též účastnilo Trojího dělení Polska, při kterém postupně získalo ukrajinská, běloruská a litevská území, kde Poláci žili v menšině, a východní část dnešního Polska. Rusko se tak na prahu 19. století stalo světovou velmocí.

## Rusko v 19. století

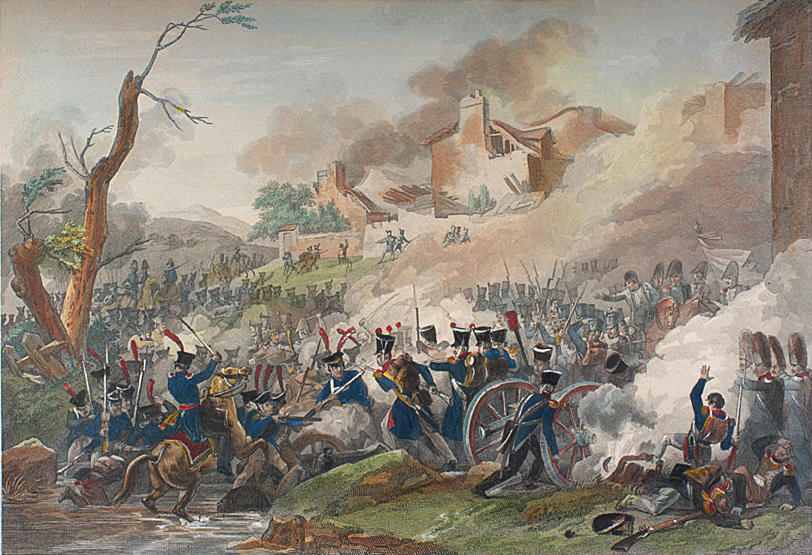
Bitva u Lipska

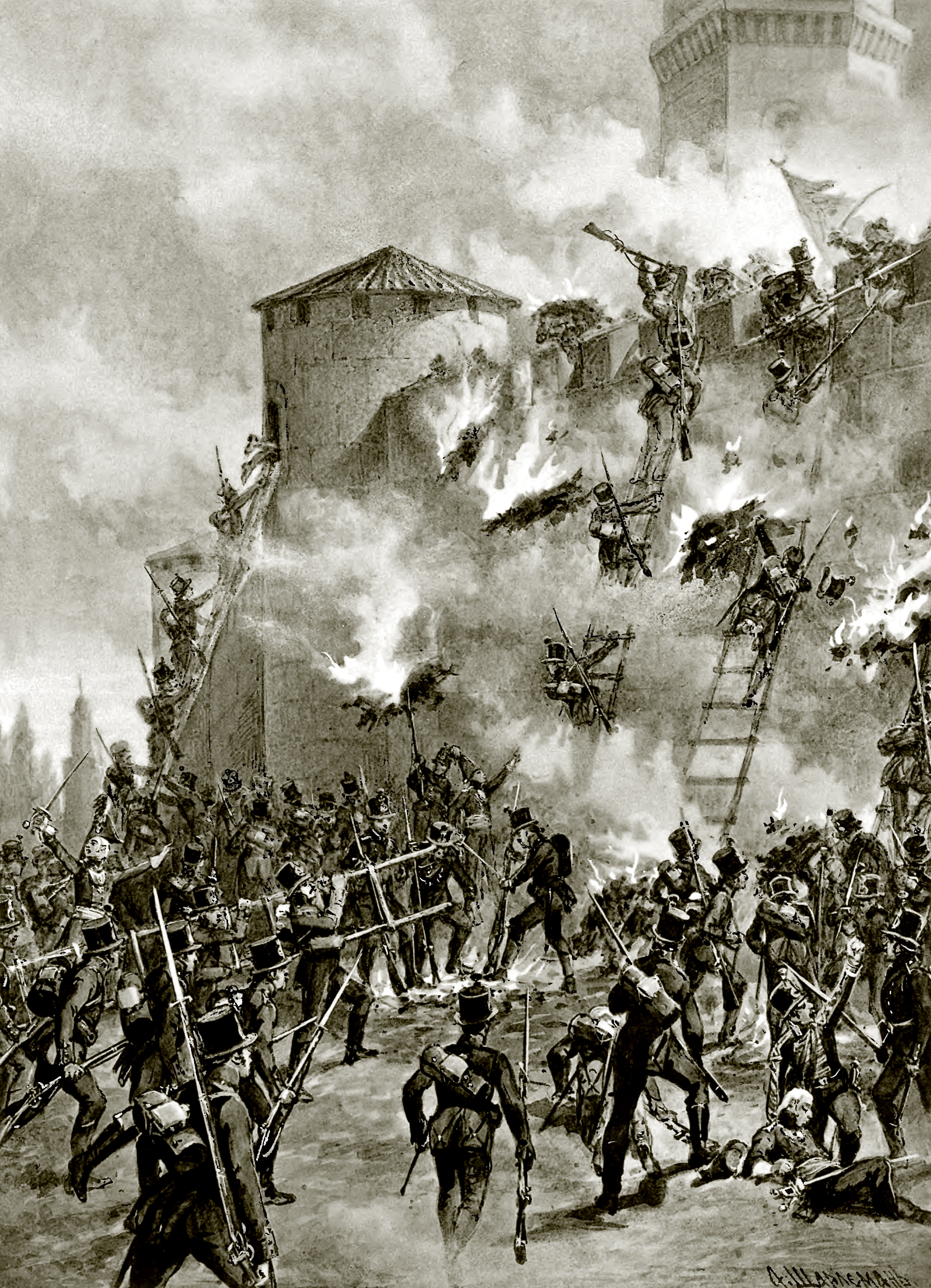
Bitva o Gandžu během rusko-perské války v letech 1804-1813

Děkabristé na Senátním náměstí

Ruské impérium v roce 1866

V 19. století se v důsledku připojení severních území, Povolží, Uralu, Sibiře a Dálného východu, která se stala součástí Ruského impéria v 16.-19. století, stalo impérium mnohonárodnostním státem. Dne 22. prosince 1801 Pavel I. podepsal Manifest o připojení Gruzie k Ruskému impériu zveřejněný 18. ledna 1801. Připojení do značné míry přispělo k tomu, že se gruzínský národ vyhnul genocidě a násilné asimilaci ze strany Turecka a Persie.
Dne 24. března 1801 byl na panovníka Pavla I. spáchán atentát. Atentátníci, většinou vysocí důstojníci ruské armády, dosadili na trůn mladého Alexandra I. Pavloviče a stopy atentátu dokonale zahladili, takže i historikové jsou odkázáni na domněnky.
V roce 1806 ruská vojska napadla dunajská knížectví s cílem překazit Osmanské říši snahy o krutá zvěrstva prováděná na obyvatelstvu v Srbsku, začala tak další rusko-turecká válka. Na Kavkaze se ruské armádě podařilo potlačit nájezd tureckých vojsk na Gruzii. Tímto krokem získali města Anapa a Poti a za Dunajem Oršavu, Ruse, Giurgiu, Turno a Pleven. V roce 1811 maršál Michail Illarionovič Kutuzov zastavil postup vojska vezíra Ahmeda Beje. O rok později (1812) byla v Bukurešti uzavřena mírová smlouva, podle níž Ruské impérium získalo území Besarábie.
Rusko bylo součástí protifrancouzské koalice už na konci 18. století. V roce 1799 však z koalice pro neshody vystoupilo. Alexandr I. však brzy přehodnotil své stanovisko a do bojů opět zasáhl. 2. prosince 1805 se Napoleonovým vojskům podařilo porazit spojená rakousko-ruská vojska v bitvě u Slavkova a Rusko zanedlouho z koalice opět vystoupilo. Po bitvě u Slavkova zůstala jediným soupeřem Francie v Evropě Anglie. Napoleon se proti ní rozhodl bojovat ekonomicky - blokádou. V roce 1812 obvinil Rusko z porušování této blokády, napadl je a zahájil tak své ruské tažení. Napoleon úspěšně pronikl na ruské území, ve velké bitvě u Borodina si vybojoval cestu do Moskvy, tu však po jeho příchodu stihli Rusové zapálit. V následující bitvě na Berezině utrpěl Napoleon Bonaparte rozhodující porážku a byl z ruského území vytlačen. Ruská armáda tak nakonec odrazila útok 422-tisícového napoleonského vojska. Západní oblasti Ruského impéria v ní utrpěly značné škody. Ruská vojska pronásledovala prchajícího Napoleona, v lednu 1813 překročila řeku Němen, vpadla do Pruska a začala osvobozovat Německo od francouzských okupačních vojsk. Dne 4. března 1813 dobyli Rusové Berlín a 27. března obsadili Drážďany. Za pomoci pruských partyzánů osvobodili i Hamburg. Ve dnech 16.-19. října 1813 se odehrála bitva, která do světových dějin vešla pod názvem Bitva národů nebo bitva u Lipska. V ruských dějinách je toto období známé pod názvem Evropský osvobozenecký pochod ruské armády. Francouzská vojska Napoleona I. byla spojenými rusko-prusko-rakouskými vojsky poražena, a tak dne 31. března 1814 mohla ruská vojska vstoupit do Paříže. Po Vídeňském kongresu se Rusko díky územním ziskům posunulo směrem na západ, kde získalo velkou část Polska.
V letech 1818–1819 bylo v některých pobaltských provinciích zrušeno poddanské právo. Z poddaných rolníků-bezzemků se mohli stát vlastníci půdy. Po smrti cara Alexandra v roce 1825 se část ruských armádních důstojníků pokusila o odstranění cara Mikuláše I. z ruského trůnu při tzv. povstání děkabristů. Povstání však bylo neúspěšné a jeho organizátoři byli potrestáni. Následná konzervativní politika nového cara dále prohlubovala společenskou a ekonomickou krizi v zemi.
Dne 16. července 1826 se perská armáda utábořila u hranice Ruského impéria v Karabachu. O tři dny později ruské 8 000 vojsko zaútočilo na 35 000 armádu Peršanů a vyhnalo ji za řeku Araks. Tím začala další rusko-perská válka. V květnu následujícího roku (1827) se ruská vojska vydala směrem na Arménii, obsadila město Ečmiadzin a několik pevností a zablokovala Jerevan. Pokus perských vojsk odrazit útok ruské armády na Jerevan skončil neúspěchem - město padlo po bleskovém útoku 1. října 1827. Podle Turmenčajské mírové smlouvy z roku 1828, která válku ukončila, byly k Ruskému impériu připojeny oblasti severního Ázerbájdžánu a východní Arménie. Obyvatelstvo těchto oblastí aktivně podporovalo ruskou armádu během války proti Persii. Pro arménské obyvatelstvo vítězství Rusů ve válce znamenalo konec dlouhodobého náboženského a národnostního útlaku ze strany Peršanů.
Ruská armáda se pokoušela ukončit nadvládu Osmanské říše v Řecku. Čtvrtá rusko-turecká válka začala poté co 20. října 1827 spojená loďstva Ruska, Francie a Velké Bitánie zničila osmanské loďstvo v zátoce Navarino v Řecku. Na území Evropy vojenské operace ruské armády pokračovaly obsazením měst v Rumunsku a Bulharsku. V oblasti Kavkazu byla osvobozena území, která obývalo arménské a gruzínské obyvatelstvo. Postupně byly osvobozovány i severovýchodní oblasti Bulharska (Dobrič a Silistra). Válka skončila podpisem mírové smlouvy 2. září 1829 v Adrianopoli. Války, které Rusko vedlo na Kavkaze v letech 1828–1864, měly za cíl navázat kontakty s Gruzií a Arménií. Bojové operace však pokračovaly velmi pomalu, protože protivníkům ruské armády pomáhalo Turecko a Anglie. V letech 1839–1895 se území Ruského impéria rozrostlo o oblasti dnešního Kazachstánu, Turkmenistánu a okolních oblastí. V roce 1849 se ruská armáda podílela na potlačení maďarského povstání v Rakousku.

### Krymská válka

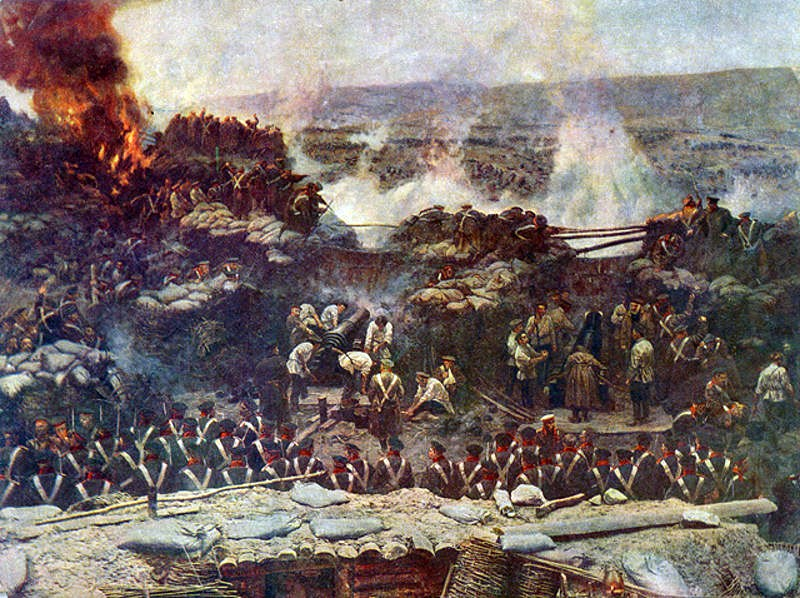
Obléhání Sevastopolu

Hlavní příčinou další války bylo to, že Osmanská říše nechtěla splnit požadavky na přiznání práv řeckokatolické církvi na svatá místa v Palestině a také privilegia pravoslavným křesťanům. Boje začaly v roce 1853. Rusko vedlo válku proti Osmanské říši, Británii, Francii a Sardinii. Rakousko-Uhersko v této válce bylo v pozici neutrálního státu. Západní státy ve válce podporovaly Osmanské Turecko, protože měly zájem o ekonomické a politické obchody na Kavkaze a Balkáně. 30. listopadu 1853 ruský viceadmirál Pavel Nachimov porazil u Sinopu v Černém moři tureckou eskadru Osmana paši. Na Kavkaze pokračovaly boje mezi tureckými paši a ruskou armádou (17. a 24. červenec 1854). V listopadu 1855 bylo obsazeno turecké město Kars, jehož obyvatelé byli Arméni a Gruzínci. 8. dubna 1854 začala britsko-francouzská flotila bombardovat opevnění Oděsy. Následně 1. září 1854 se britská, francouzská a turecká vojska vylodila na Krymu. Po 11 měsíců dlouhé bitvě o Sevastopol se v srpnu 1855 ruská vojska musela města vzdát. Na kongresu v Paříži byla 18. března 1856 podepsána mírová smlouva, podle níž Ruské impérium ztratilo právo podporovat křesťany v Osmanské říši a muselo se vzdát všech pevností na pobřeží Černého moře a vojenské flotily v této oblasti. Krymská válka ukázala velkou technickou zaostalost Ruského impéria oproti západním zemím. 

### Vláda cara Alexandra II. (1855-1881)
V rámci ruské říše  Alexandr II. poskytl poměrně rozsáhlou autonomii Finsku, polské Lednové povstání v roce 1863 ale bylo krvavě potlačeno. Na jaře roku 1867 Alexandr II. prodal Aljašku Spojeným státům americkým za 7,2 mil. dolarů, tj. 5 centů za hektar
V roce 1861 zrušil nevolnictví (tento krok znamenal svobodu pro více než dvacet milionů ruských rolníků); byly zrušeny tělesné tresty (povoleno bylo jen bití rákoskou), např. na nucených pracích. Byl vydán zákaz cejchování vězňů. O tři roky později byla pak zavedena soustava zemstev, regionálních vlád, které rozhodovaly o místních záležitostech (dosud bylo toto rozhodování v rukou ústřední vlády).
Došlo též k reformě právního a soudního systému, který byl oddělen od výkonné moci. Soudce schvaloval gubernátor. Mnohdy však rozsudek vynesly policejní orgány (bez účasti soudu).
Značnou proměnou v sedmdesátých letech 19. století procházela i ruská armáda. V roce 1874 byla zaveden systém povinné vojenské služby a v armádě byly zrušeny nejtvrdší fyzické tresty.V době míru měla ruská armáda jeden milion 270 tisíc mužů.

### Devátá rusko-turecká válka
Útlak obyvatelstva Osmanskou říší v Bosně a Hercegovině vyvrcholil povstáním v roce 1875. Další povstání v Bulharsku v roce 1876 bylo Osmanskou říší krutě potlačeno, proto Ruské impérium 12. dubna 1877 vyhlásilo Osmanské říši válku. Rusko v boji proti Turkům podporovalo Rumunsko a Černá Hora. Válka je označována jako 9. rusko-turecká válka. Ruské vojsko o síle 220 000 mužů překročilo 10.-21. června 1877 Dunaj u vesnice Zimnica a v bitvě o průsmyk Šipka porazilo tureckou armádu a obsadilo Nikopol. Po dobytí města Pleven zaútočili na 250 000 osmanskou armádu. Výsledkem bitvy bylo osvobození Sofie 23. prosince 1877 a obsazení Adrianopole 8. ledna. Takto si otevřeli cestu na Istanbul. Ale Británie, znepokojená opětovným postupem ruských vojsk v oblasti, pohrozila Rusku a začala mobilizaci vojsk. Dne 19. února 1877 byla ve městě San Stefano podepsána mírová smlouva, na jejímž základě se Černá Hora a Rumunsko staly nezávislými zeměmi. Bulharsko a Bosna a Hercegovina dostaly autonomii. Ruské impérium získalo oblasti s arménsky a gruzínsky mluvícím obyvatelstvem. S výsledkem smlouvy nebyly spokojeny Spojené království ani Rakousko-Uhersko, které vyhlásily Ruskému impériu válku.[zdroj⁠?!]
Za účasti německého císaře Viléma I. se v Berlíně konal Berlínský kongres (13. červen - 13. červenec 1878), který revidoval výsledky války i územní zisky Ruského impéria. Území Bulharska se mělo rozdělit na dvě části (vazalské knížectví a tureckou provincii Východní Rumélie). Bosna a Hercegovina připadla Rakousko-Uhersku. Tento výsledek války pobouřil ruské obyvatelstvo, které mělo čím dál revolučnější nálady.

## Revoluce a přeměna v SSSR

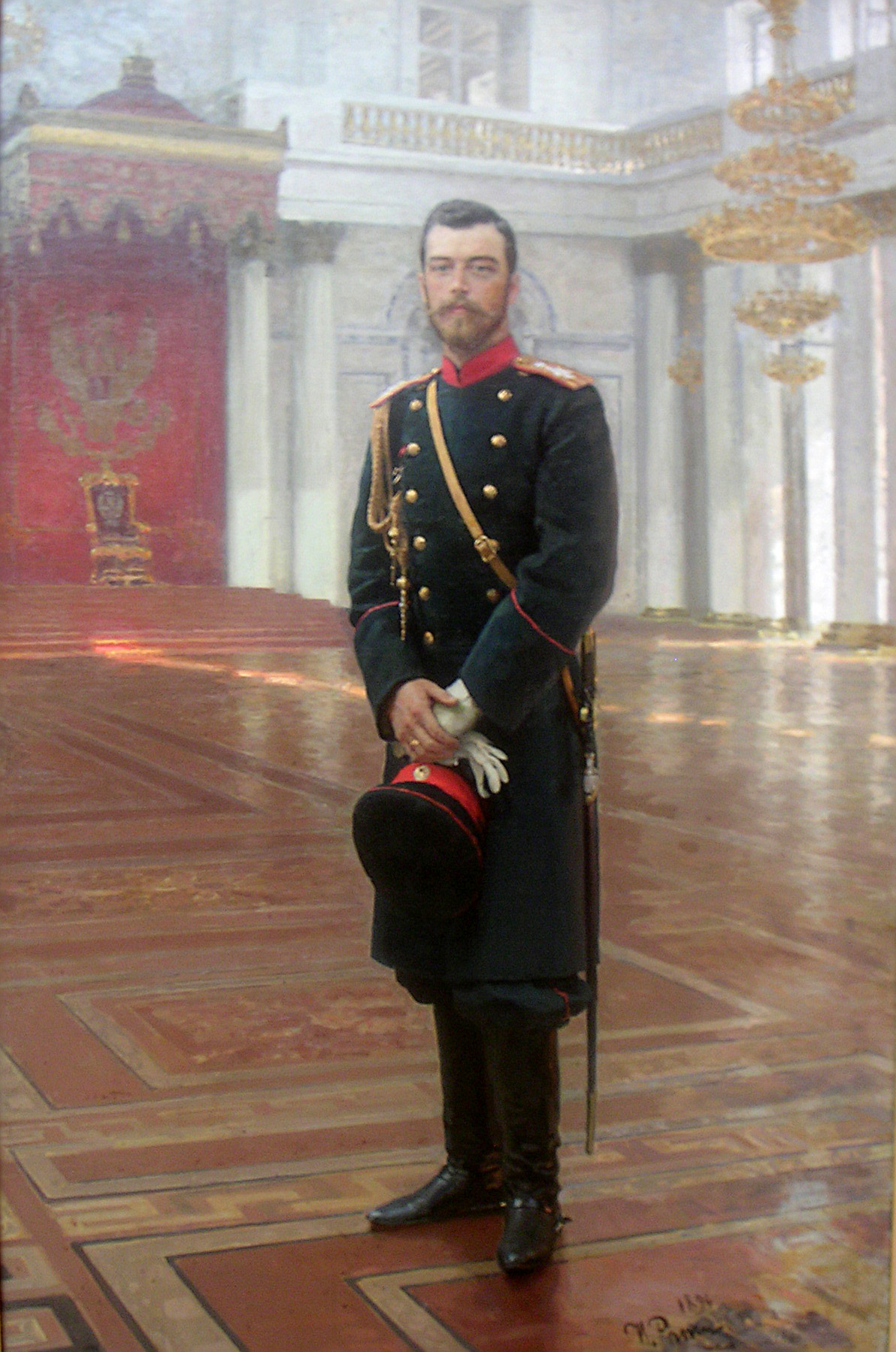
Mikuláš II., poslední ruský car

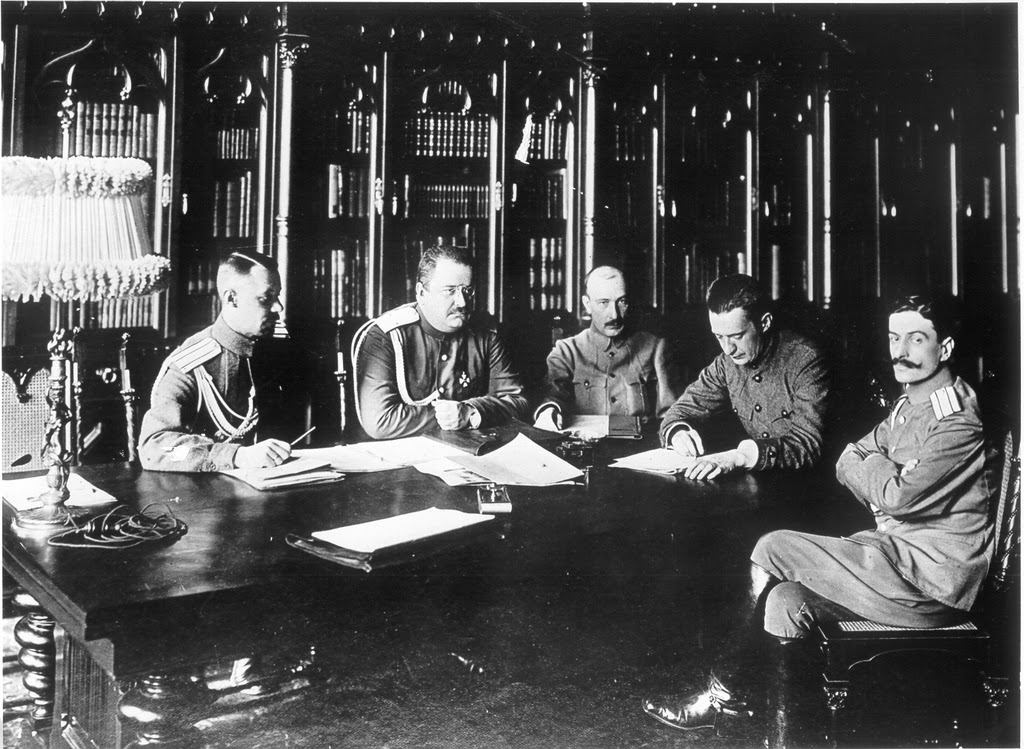
Zasedání ministerstva války Prozatímní vlády. Zleva: V. L. Baranovskij, G. A. Jakubovič, B. V. Savinkov, A. F. Kerenskij a G. N. Tumanov

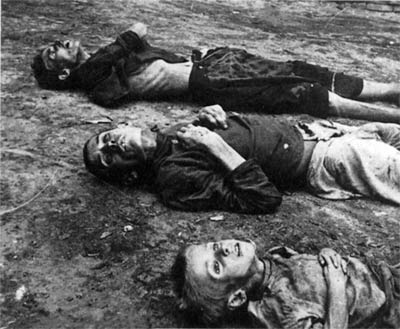
Hladomor v Povolží zabil odhadem 5-6 milionů lidí.

Rusko se na počátku dvacátého století stále potýkalo s řadou problémů. Průmyslový vzestup byl vystřídán krizí v letech 1900–1903. Drtivou většinu půdy drželi stále velkostatkáři, kteří využívali drobné rolníky k levným námezdním pracím, což vedlo roku 1902 k selským nepokojům.
V letech 1904–1905 probíhala rusko-japonská válka, jejímž důsledkem bylo odhalení hospodářské a vojenské slabosti ruského samoděržaví. Nespokojenost se projevila již počátkem roku 1905 při tzv. „krvavé neděli“, kdy carské úřady nechaly střílet do davů pokojně manifestujících obyvatel. V červnu proběhla vzpoura na křižníku Potěmkin a v prosinci vypuklo ozbrojené povstání v Moskvě. V roce 1914 vstoupila země do konfliktu, který přerostl v první světovou válku. Revoluční tendence byly od roku 1915 podporovány Německem, které si přálo rozvrat východní fronty a vyřazení Ruska z války. Dne 8. března 1917 podle gregoriánského kalendáře vyšlo do ulic v Petrohradě asi 90 tisíc žen, především textilní dělnice.[zdroj⁠?!] Již následujícího dne se demonstrace rozšířily a přerostly v Únorovou revoluci. K demonstrantům se připojilo i vojsko a vláda byla nucena rezignovat.
Dne 13. března (28. února) 1917 byl sestaven dvanáctičlenný prozatímní výbor Státní dumy a vznikla Prozatímní vláda, do jejíhož čela se postavil kníže Georgij Lvov. Vojenskou moc však v Petrohradě držel ve svých rukou Petrohradský sovět pod kontrolou menševiků, složený z dělnických, rolnických a vojenských zástupců. Ti ovšem nebyli regulérně zvoleni, ale rekrutovali se z revolučních aktivistů. Podle jeho vzoru se pak postupně ustavovaly Sověty i v dalších ruských městech. V Sovětech měly své zástupce i bolševici a eseři. Dne 15. března (2. března) 1917 car Mikuláš II. abdikoval a předal korunu svému bratrovi Michailovi, který již následujícího dne rezignoval, aniž by určil svého nástupce, čímž v Rusku skončila vláda dynastie Romanovců.
V dubnu 1917 byl ze švýcarského exilu prostřednictvím německé tajné služby dopraven do Ruska Vladimir Iljič Lenin spolu s dalšími revolucionáři. V květnu se zároveň z USA vrátil Lev Davidovič Trockij, který jakožto menševik získal postupně rozhodující slovo v Petrohradském sovětu. Oba muži pak společně začali připravovat převrat.
Prozatímní vláda pokračovala ve válce po boku Dohody a díky tomu rychle ztrácela popularitu. 8. července 1917 se novým předsedou vlády stal Alexandr Fjodorovič Kerenskij, člen frakce trudoviků ve straně socialistů-revolucionářů (eserů).
Dne 5. října 1917 se předsedou Petrohradského sovětu stal Trockij a 23. října 1917 proběhlo ilegální zasedání výboru bolševiků, na kterém Lenin puč schválil. 6. listopadu pak Trockij zahájil v Petrohradu říjnový převrat, nazývaný Velká říjnová socialistická revoluce. Kerenskij se pokusil aktivizovat některé vojenské jednotky na obranu vlády, leč neúspěšně. 7. listopadu již měl Petrohradský sovět situaci ve městě pod kontrolou. V odpoledních hodinách se vrátil z Finska Lenin. 8. listopadu pak v paláci ve Smolném proběhl II. všeruský sjezd Sovětů, kde triumfovali bolševici. Do předsednictva bylo zvoleno 14 bolševiků a 7 levých eserů.[zdroj⁠?!] Proti tomuto výsledku se postavila většina menševiků (Martov, Plechanov, ale bez Trockého) a praví eseři. Byla ustavena nová vláda v čele s Leninem a 9. listopadu 1917 byli zatčeni členové Prozatímní vlády. Leninova vláda pak přijala Dekret o míru, Dekret o půdě a Dekret o vládě lidových komisařů. Bolševici začali přebírat moc i v dalších ruských městech. Na nátlak ostatních levicových stran ale museli přislíbit konání voleb a přijmout 6 eserů do vlády (ti byli odsud vytlačeni až v březnu 1918). 25. listopadu se pak konaly volby, v nichž zvítězili eseři s 59,6% hlasů, až poté následovali bolševici s 23,9%, menševici získali 3,1%, pravicové strany 2,4% a strany neruských národů 11%.[zdroj⁠?!] Lenin proto kvůli „organizačním potížím“ první jednání parlamentu odročil na 18. ledna 1918, a když k němu mělo dojít, nechal ho za pomoci vojska rozehnat a demonstraci na jeho obranu rozstřílet. Jelikož bolševici stále ještě nedrželi otěže moci plně ve svých rukou, přistoupil Lenin 3. března 1918 na podepsání Brestlitevského míru s Ústředními mocnostmi, kterým bolševici získali čas pro upevnění své moci. Pro Rusko znamenal ztrátu Pobaltí, Besarábie, části Ukrajiny, části Běloruska, Karsu, Ardahanu a Batumi. 8. března se bolševici přejmenovali na Komunistickou stranu Ruska (bolševiků) (zkráceně KSR(b)) a 12. března se novým hlavním městem Ruska stala Moskva.
Zemí již od převratu zmítala občanská válka, od roku 1919 probíhala rusko-polská válka, v jejímž důsledku muselo Rusko odstoupit Polsku některá území, která získalo při Dělení Polska koncem 18. století. V období do roku 1922 docházelo k postupné přeměně Ruska na Svaz sovětských socialistických republik. Ruské impérium jako takové zaniklo. Z jeho větší části vznikla Ruská sovětská federativní socialistická republika, z ostatních území (Bělorusko, Ukrajina, zakavkazské a středoasijské oblasti) vznikly postupně další svazové republiky.

## Sovětský svaz (1922–1991)

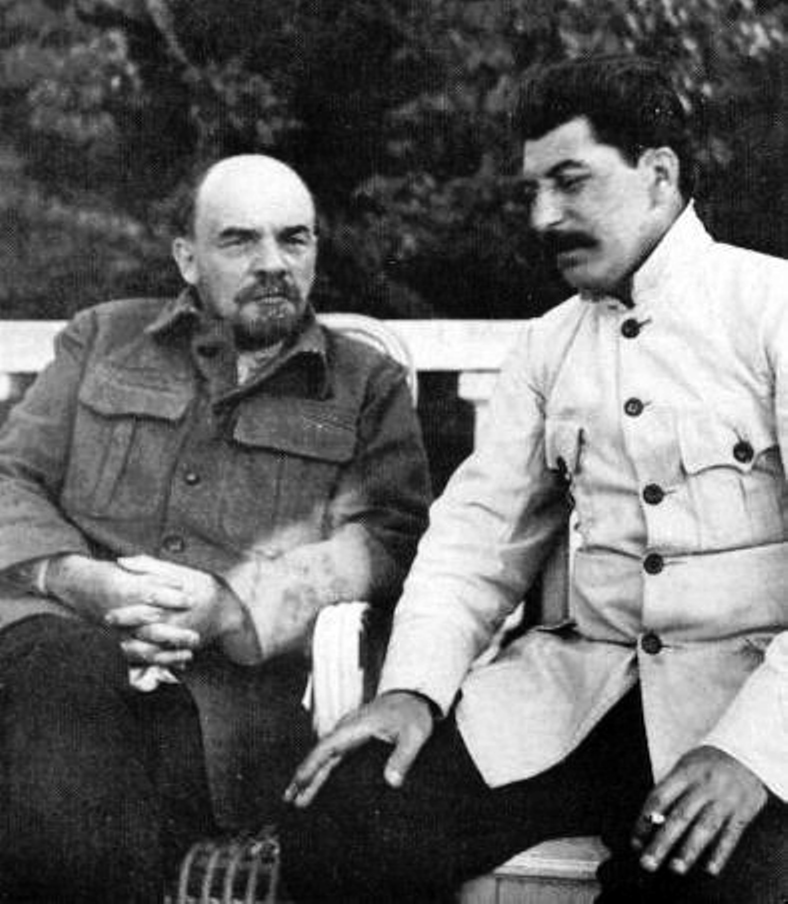
Lenin a Stalin v Gorki (1922)

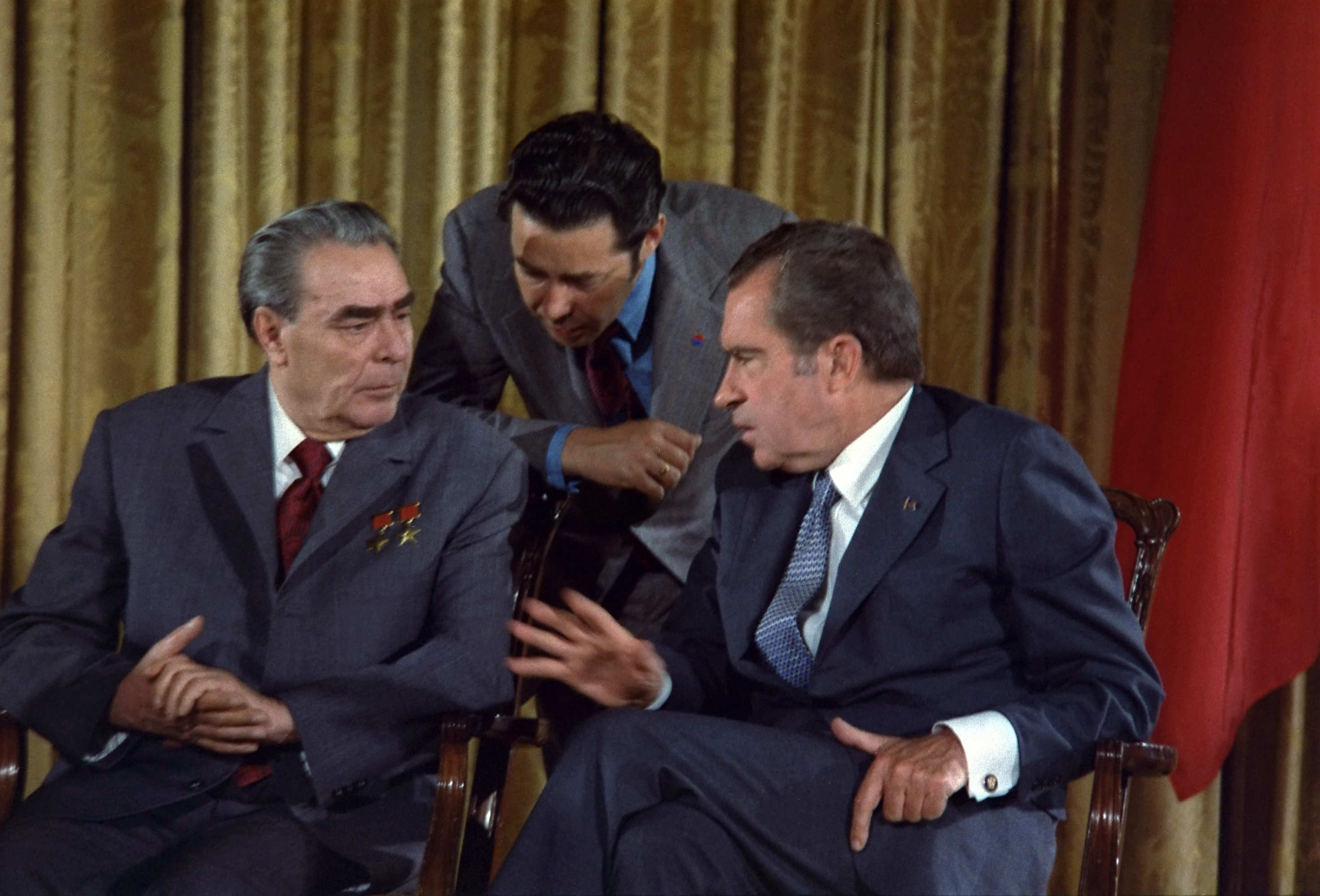
Leonid Brežněv při rozhovoru s prezidentem Nixonem při návštěvě USA

Do roku 1929 země zažívala stálý ekonomický růst na pozadí politického boje uvnitř VKS(b) a Nová ekonomická politika (dočasně umožňující soukromé podnikání) byla postupně opuštěna. Od roku 1930 byla zahájena kolektivizace (které padlo za oběť na 5 milionů lidí) a industrializace. Do roku 1931 si generální tajemník VKS(b) Stalin fakticky usurpoval moc ve straně, když vytěsnil ostatní členy Politbyra na druhořadé pozice. Zavraždění Sergeje Kirova na konci roku 1934 předznamenalo začátek rozsáhlých stalinských represí. Vražděni už nebyli pouze nepřátelé komunistů, ale i členové samotné VKS(b). Propaganda označovala oponenty režimu (anebo jen nespokojence) za „nepřátele lidu“. Podle zprávy KGB z roku 1957 zahynulo od roku 1935 do roku 1941 19,8 milionu lidí, z toho bylo 7 milionů popraveno a zbytek zahynul v Gulagu. Stalinské čistky postihly nejen mnoho příslušníků inteligence, ale i armádu, což mělo před blížícím se vojenským konfliktem fatální následky.
SSSR se zprvu přímé vojenské konfrontaci s Německem snažil vyhnout, i když je posiloval dodávkami, pro vysoce motorizované nacistické vojsko tak potřebné a jinak nenahraditelné ruské ropy, bez níž by bylo operačně nepohyblivé. SSSR uzavřel s Německem navíc dohodu, známou jako pakt Ribbentrop–Molotov. V souladu s tajnými dodatky této dohody bylo v roce 1939 po přepadení Polska k SSSR připojeny západní Ukrajina a západní Bělorusko, které byly do té doby ovládány Polskem. Součástí paktu a následné smlouvy o přátelství a spolupráci byla i vzájemná ekonomická pomoc obou zemí. Ještě několik hodin před zahájením útoku na SSSR překračovaly hranice sovětské vlaky s obilím pro Německo.
22. června 1941 nacistické Německo bez vyhlášení války napadlo SSSR. Začala Velká vlastenecká válka. Za několik málo měsíců německá armáda obsadila západní část země: Pobaltí, Bělorusko, většinu Ukrajiny a západní část RSFSR (i když pokus ovládnout Moskvu ztroskotal). Okupanti vystavili represím nejen představitele sovětské moci, ale všechny obyvatele obsazených území. Začalo partyzánské hnutí. Ve stejnou dobu, do konce roku 1942, se završilo přizpůsobení ekonomiky SSSR válečným podmínkám. Podíl zbrojních nákladů na národním důchodu stoupl z 15% v roce 1940 na 58% v roce 1942.
Po bojích u Stalingradu a bitvě u Kurska začíná obrat ve válce ve prospěch SSSR a jeho západních spojenců. Do léta 1944 byla většina země od okupantů osvobozena. V roce 1945 se završilo vítězství SSSR ve druhé světové válce, dosažené ovšem za cenu ohromných obětí s nejtěžšími demografickými důsledky (až do roku 1959 nenašly dvě třetiny sovětských žen partnera)[zdroj?]: ne méně než 27 milionů mrtvých a 14 milionů invalidů. SSSR prožívala těžkou hospodářskou depresi. V letech 1946-47 zemi zastihl další hladomor.
V roce 1953 zemřel sovětský vůdce Stalin. Po třech letech bojů o moc ve vedení KSSS nový generální tajemník Nikita Chruščov na XX. sjezdu KSSS v roce 1956 v tajném projevu kritizoval rysy tzv. kultu osobnosti stalinského období. Dokonce naznačil, že na vraždě Kirova mohlo mít zájem nejvyšší sovětské vedení (tj. Stalin). Nastává určitá liberalizace politiky strany a rehabilitace části obětí stalinského teroru. Ve vnitřní politice kladl Chruščov větší důraz na zvýšení životní úrovně obyvatel, tj. zejména podporu zemědělství, a dosáhl (v letech 1956–1958) do jisté míry jeho zefektivnění (i když později se růst produkce zastavil). Osudné se mu však nakonec staly neúspěchy v zahraničí, zejména rozkol s Čínou, stejně jako pokusy o reformu stranické nomenklatury (členění podle odvětví).
V roce 1964 byl Chruščov zbaven moci a generálním tajemníkem KSSS se stal Leonid Iljič Brežněv. Jeho počáteční nesmělé pokusy o ekonomickou reformu (s premiérem Kosyginem, 1966) byly následovány dlouhou stagnací, takzvanou epochou ustrnutí. Nebyla již provázena represemi ve velkém měřítku, nespokojenci (s politikou KSSS nebo sovětským způsobem života) byli vystaveni postihu většinou již bez rozsudků smrti. V roce 1979 začala sovětská válka v Afghánistánu. Po smrti Brežněva v roce 1982 se po přechodném období (krátkém působení Jurije Andropova a Konstantina Černěnka v čelných funkcích) v roce 1985 stal generálním tajemníkem KSSS Michail Gorbačov, který zahájil období přestavby a glasnosti. Jeho cílem bylo reformování SSSR, avšak skutečným důsledkem jeho postupná dezintegrace.

## Ruská federace (1990-dnes)

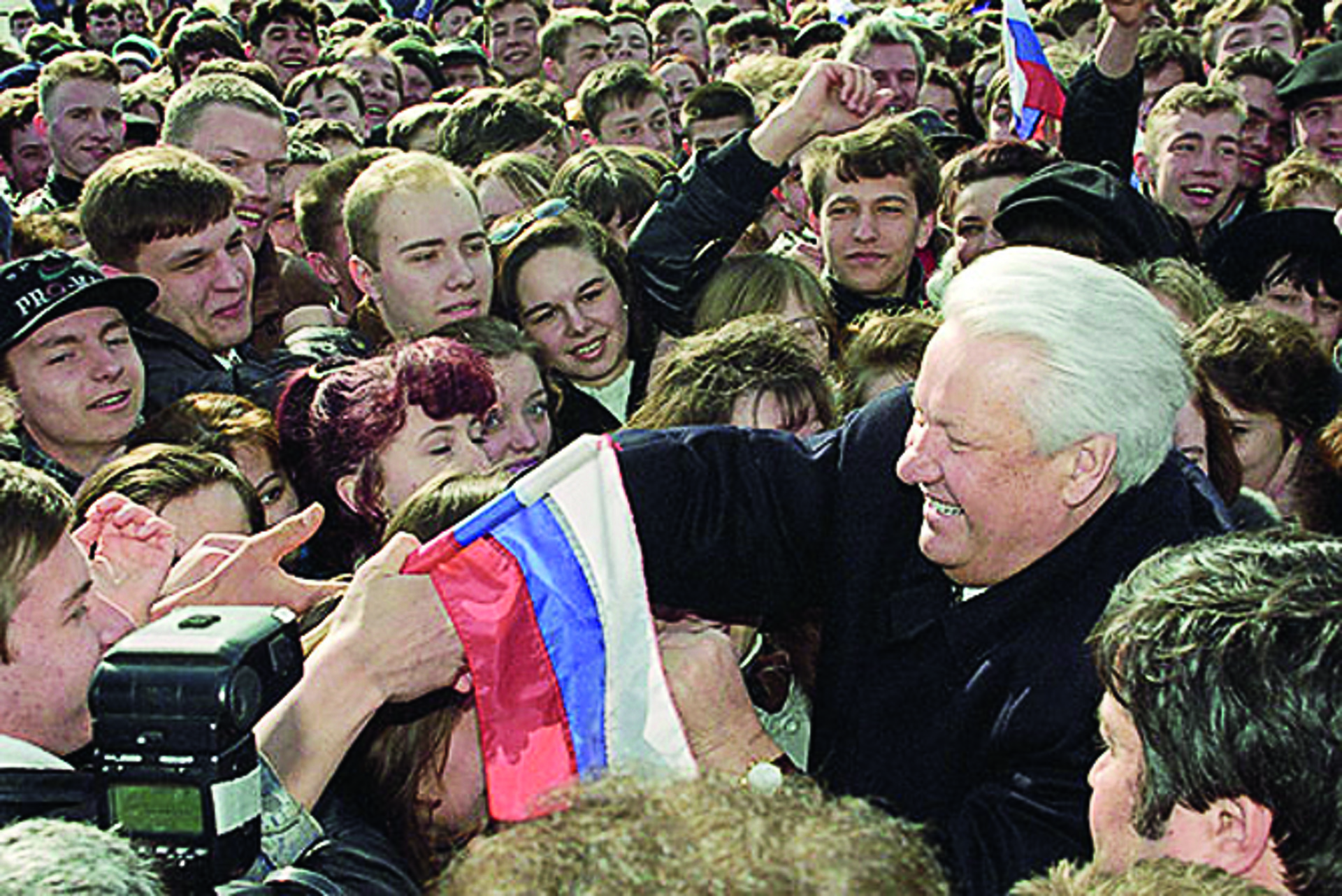
Boris Jelcin, první prezident Ruské federace, během volebního shromáždění v Bělgorodu, 1996

Vývoj ekonomiky Ruska od rozpadu SSSR

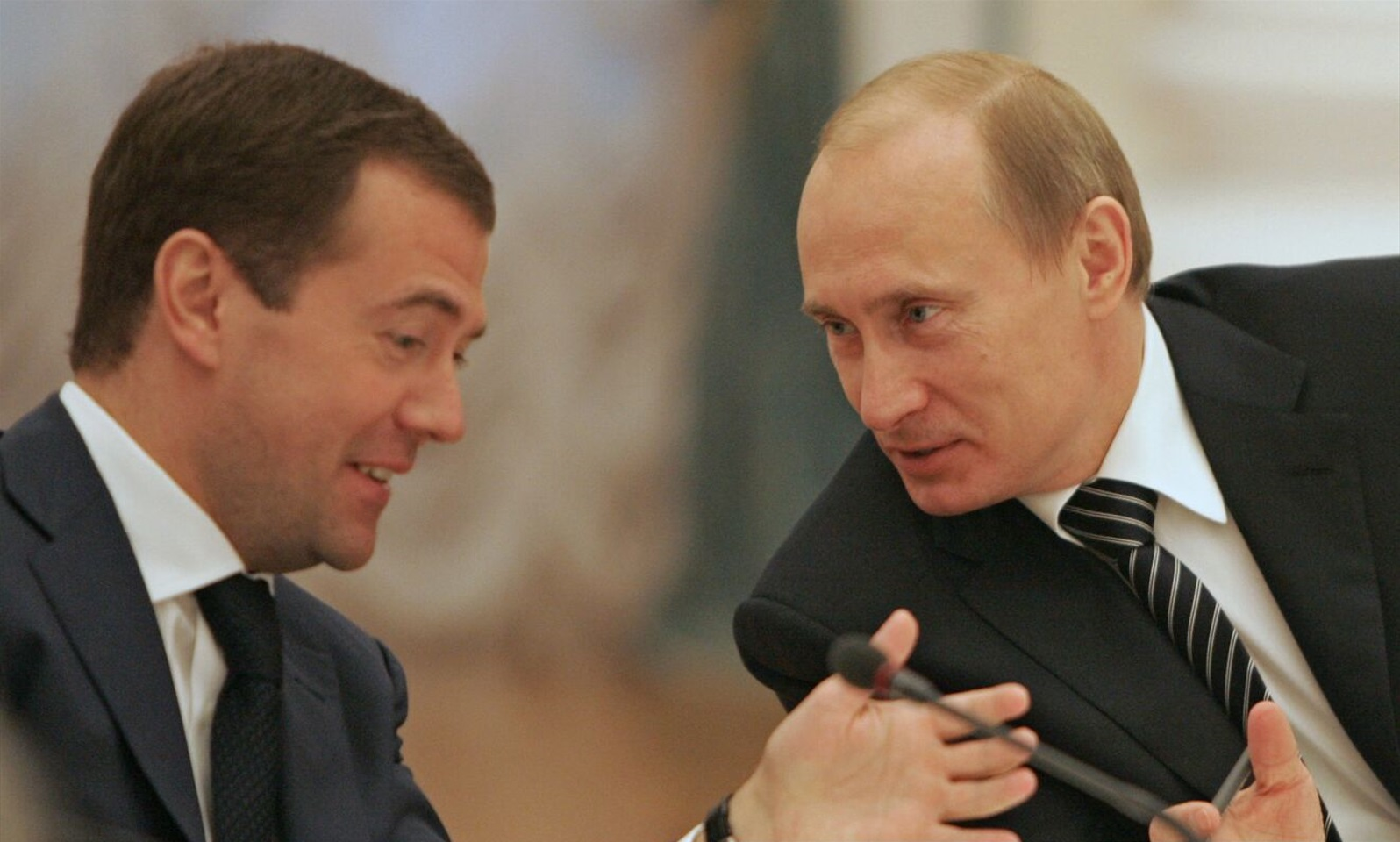
Dmitrij Medveděv a Vladimir Putin

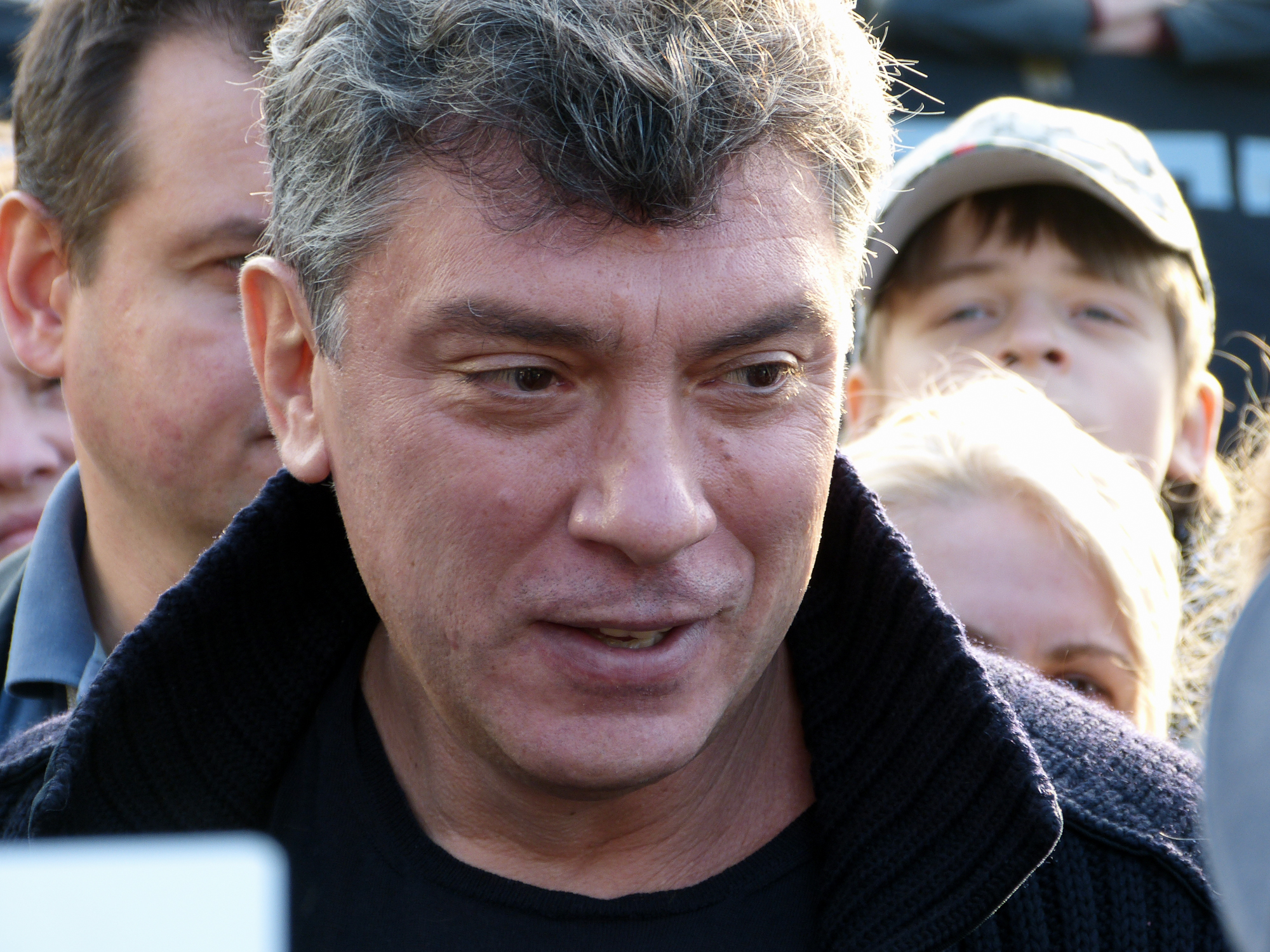
Boris Němcov byl zavražděn 27. února 2015 na mostě poblíž Kremlu

12. června 1990 přijal Výbor lidových zástupců republiky Deklaraci o suverenitě RSFSR. 17. března 1991 bylo realizováno referendum o zachování Sovětského svazu, jehož se účastnilo 80 % registrovaných voličů. Z nich se 76,4 % vyjádřily pro zachování Svazu. Byla zřízena funkce prezidenta RSFSR. 12. června 1991 byl prvním prezidentem Ruska zvolen Boris Jelcin, který získal 57 % odevzdaných hlasů (nastoupil do úřadu 10. července). 18. srpna 1991 skupina vysoce postavených funkcionářů uskutečnila pokus o obnovení sovětské vládní moci. Do dějin tento pokus vešel pod označením Srpnový puč a skupina iniciátorů jako Vládní výbor pro výjimečný stav. Jejich cílem bylo zrušení demokratických přeměn let 1990 - 1991. Rychlým potlačením puče zároveň selhal poslední pokus o odvrácení rozpadu SSSR. Již 8. prosince 1991 pak hlavy Ruska, Ukrajiny a Běloruska podepsaly Prohlášení o vytvoření Společenství nezávislých států (SNS) stanovící, že „SSSR jako subjekt mezinárodního práva přestal existovat“. 25. prosince 1991 byla RSFSR oficiálně přejmenována na Ruskou federaci a v 19 hodin 38 minut nad Kremlem zavlála (namísto vlajky SSSR) ruská trikolóra.
Zbytky přežívající sovětské moci pak definitivně odstranily říjnové události roku 1993. 3 - 4. října 1993 bylo v Moskvě ostřelováno sídlo Nejvyššího Sovětu. Těmto událostem předcházela vzájemná vyslovení nedůvěry mezi prezidentem RF Borisem Jelcinem a Nejvyšším Sovětem. 9. října prezident zrušil pravomoci sovětů všech úrovní a v prosinci 1993 vstoupila v platnost ústava, která novou podobu moci právně zakotvila. Ruská federace se stala právní nástupkyní SSSR, převzala po něm místo stálého člena Rady bezpečnosti OSN a dosavadní mezinárodní smlouvy SSSR. Hlavním důvodem pro souhlas ostatních svazových republik s tímto postupem byl závazek RF převzít všechny dluhy SSSR (ačkoli obyvatelstvo Ruska tvořilo méně než polovinu všech obyvatel SSSR).[zdroj⁠?!] Status Ruska jako obnovené federace byl formálně zakotven Federální smlouvou, uzavřenou 31. března 1992 téměř všemi subjekty federace. Nesouhlas Tatarstánu a zejména Čečenska byl prvním výrazem separatistických tendencí, které nový stát existenčně ohrožují a vedou k mnoha krvavým válkám. 2. dubna 1997 naopak Rusko a Bělorusko vytvořily vzájemný svazek, který se postupně přeměnil z konfederativního vztahu na měkkou federaci podle vzoru SSSR.[zdroj⁠?!] Pokud jde o ekonomiku, 2. ledna 1992 začala liberalizací cen radikální ekonomická reforma. Už v prvních měsících roku se trh začal naplňovat spotřebními předměty, ale v důsledku hyperinflace se životní úroveň obyvatel prudce propadla. Ve stejné době došlo v důsledku rozpadu SSSR k přerušení mnoha výrobních vazeb, což mělo negativní dopad na ekonomiku RF. Na území jiných států se ocitla většina existujících nezamrzajících přístavů, ale i námořní obchodní flotily, podstatné části bývalých svazových ropovodů a plynovodů a mnoho nejmodernějších podniků.
V procesu privatizace devadesátých let nastala výrazná diferenciace společnosti. Rozdíl v úrovni příjmů mezi nejbohatšími a nejchudšími 20 % obyvatel se zvýšil ze 3,3 násobku v roce 1980 na 8,5 násobek v roce 1995 a 14,1 násobek v roce 2004. Předání významných státních podniků do soukromých rukou nebylo vždy odůvodněno ekonomickými hledisky a někdy k němu docházelo za silně snížené ceny. Oslabení role ústřední vlády vedlo k velkému podílu nelegálního vývozu kapitálu a k prohloubení rozpočtového deficitu.[zdroj?] Ekonomika trpěla finančními spekulacemi a pádem kursu rublu v rostoucí míře vytěsňovaného dolarem. Vysoké daně vedly ke snížení jejich výběru. Z důvodu nedostatku prostředků se neplnily sociální závazky, došlo k omezení financování školství, zdravotnictví, vědy a kultury a k růstu vnějšího zadlužení. Krize neplatičů a záměna finančních vztahů za barterové dále oslabily celkové fungování hospodářství. V letech 1991 - 1998 došlo k poklesu HDP na méně než 40%[zdroj?] a životní úroveň většiny obyvatel se prudce snížila. Negativní vývoj kulminoval devalvací v roce 1998 a politickou krizí (v letech 1998–1999 se vystřídalo pět premiérů). Propad se však zastavil a nastalo hospodářské oživení, díky snížení kursu rublu a zpřísnění rozpočtové politiky. To umožnilo výrazně omezit neplatičství a barterové obchody. V roce 1999 došlo poprvé po dlouhé době ke zvýšení objemu zahraničních investic.
31. prosince 1999 prezident Jelcin oznámil svůj odchod z politiky a pověřil výkonem prezidentských pravomocí předsedu ruské vlády Vladimira Putina. Ten vyhrál v prezidentských volbách v březnu 2000 a stal se tak druhým prezidentem Ruska. Mandát obhájil v roce 2004 a opakovaně se čtyřletou přestávkou i roku 2018. Putinovi se podařilo stabilizovat ekonomiku a státní správu, zato silně omezil demokratické svobody i nezávislý tisk a řada kritických novinářů byla zavražděna. Hospodářství zůstává závislé na vývozu nafty, plynu a zbraní.